# Lsof

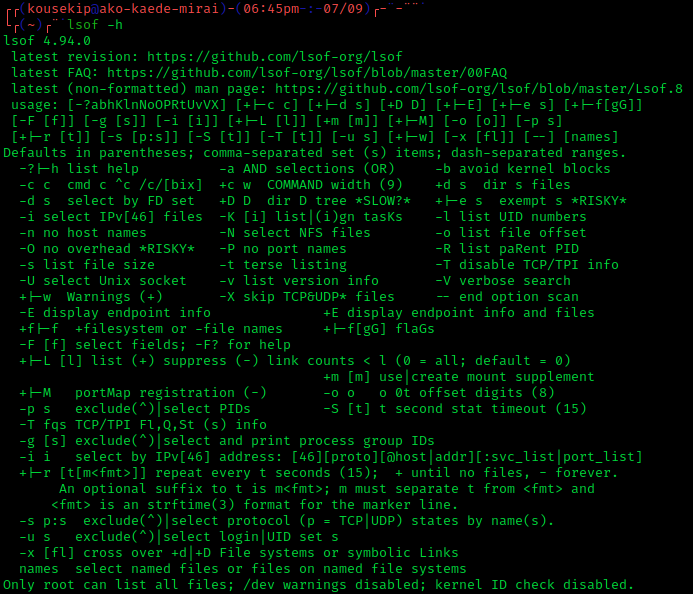
Terminal mostrando as informações de ajuda do lsof

lsof é um comando dos sistemas Unix que permite listar os descritores de arquivos abertos pelos processos em execução no sistema operacional. O nome do comando é abreviatura de (list open files ou listar arquivos abertos). Só pode ser executado por um super usuário.